# Distretto di Komárno
Il distretto di Komárno (in slovacco: okres Komárno) è un distretto della regione di Nitra, nella Slovacchia occidentale.
Fino al 1918, il distretto era diviso tra il comitato ungherese di Komárno, eccetto per una zona ad est intorno a Bátorove Kosihy che formava parte del comitato di Esztergom.

## Geografia antropica
Il distretto è composto da 3 città e 38 comuni:

### Città
- Hurbanovo
- Kolárovo
- Komárno

### Comuni
- Bajč
- Bátorove Kosihy
- Bodza
- Bodzianske Lúky
- Brestovec
- Búč
- Chotín
- Čalovec
- Číčov
- Dedina Mládeže
- Dulovce
- Holiare
- Imeľ

- Iža
- Kameničná
- Klížska Nemá
- Kravany nad Dunajom
- Lipové
- Marcelová
- Martovce
- Moča
- Modrany
- Mudroňovo
- Nesvady
- Okoličná na Ostrove
- Patince

- Pribeta
- Radvaň nad Dunajom
- Sokolce
- Svätý Peter
- Šrobárová
- Tôň
- Trávnik
- Veľké Kosihy
- Virt
- Vrbová nad Váhom
- Zemianska Olča
- Zlatná na Ostrove